# Santo Tomás Mazaltepec
Santo Tomás Mazaltepec är en kommun i Mexiko.   Den ligger i delstaten Oaxaca, i den sydöstra delen av landet, 300 km sydost om huvudstaden Mexico City. Arean är 50 kvadratkilometer.
Terrängen i Santo Tomás Mazaltepec är kuperad åt sydväst, men åt nordost är den platt.